# Кипарский, Валентин Юлиус Александр
Валентин Юлиус Александр Кипарский (фин. Valentin Kiparsky; 4 июля 1904, Санкт-Петербург — 18 мая 1983, Хельсинки) — финский лингвист прибалтийско-немецко-прусского  происхождения и один из ведущих учёных в области славянских языков, профессор Хельсинкского университета и Свободного университета Берлина. Сын медика Ренэ Кипарского, отец лингвиста Пола Кипарски.

## Биография
Валентин Кипарский родился в прибалтийско-немецкой дворянской семье, проживающей в Санкт-Петербурге. После Октябрьской революции 1917 года он проживал на семейной ферме в Перкярви на Карельском перешейке. Уже к этому времени Кипарский владел немецким (родной язык), русским (второй родной язык), французским (домашнее обучение с пятилетнего возраста), латинским и греческим языками. Для экзамена на получение аттестата о среднем общем образовании он также выучил финский и шведский. В общей сложности, Кипарский владел 14 языками, имея ещё больше в пассивном запасе. Свои самые важные работы он опубликовал на немецком языке, как было принято в то время; часть из них была переведена на английский. 
Во время учёбы в Хельсинкском университете Кипарский активно изучал лингвистику. Сначала он занимался германскими и романскими языками, но во многом благодаря увлекательным лекциям профессора Иосифа Юлиуса Микколы Кипарский стал славистом. Темой его дипломной работой, написанной в 1929 году, всё ещё была германистика, но Кипарский дополнительно изучал славянскую филологию, санскрит и латынь. После этого Кипарский совершил две поездки по учёбе в Чехословакию, где он написал значительную статью о неологизмах чешского языка XIX века и познакомился с новым направлением науки — фонологией, развиваемой Пражской лингвистической школой. 

## Научная карьера
Свою карьеру Кипарский с изучения заимствованных слов. Защищённая в Кёнигсбергском университете в 1934 году диссертация на немецком языке рассматривала общеславянские заимствования в германских языках и впоследствии надолго стала одним из самых авторитетных пособий по данной теме.  После этого, покрыв расходы с помощью денежного пособия, отправился в трёхлетнюю научную экспедицию в Латвию и другие балтийские страны. Он выучил латышский и эстонский языки, а также ознакомился с историей балтийских языков и стран. В результате экспедиции было положено начало двум обширным исследованиям: научным работам по происхождению древних куршей и по заимствованным словам в балтийском немецком языке — диалекте немецкого, на котором ещё в то время говорили сто тысяч жителей Прибалтики, но исчезнувшем после Второй мировой войны. Исследование заимствованных слов было бы невозможным без глубокого знания славянских, балтийских и прибалтийско-финских языков. Внёс также вклад в литературоведение монографией «Финляндия в русской литературе» (1945). В 1949 и 1950 годах номинировал на соискание Нобелевской премии Михаила Шолохова и Леонида Леонова.
Когда В. Кипарский вернулся в Финляндию в 1938 году, его назначили доцентом славянско-балтийской лингвистики в Хельсинкский университет. После Второй мировой войны он стал заведовать вновь основанной в 1946 году профессурой Русского языка и литературы, а в следующем году — её главой. C 1952 по 1955 год он был приглашённым профессором в Великобритании (Бирмингеме) и США (Индиане). В 1958 году он получил постоянное место профессора славянской филологии в Свободном университете Берлина. В Финляндию В. Кипарский вернулся в 1963 году, получив место профессора славянской филологии. В 1974 году он вышел на пенсию. 
В. Кипарский не только пользовался почётом в разных странах, но и был продуктивным учёным. Он опубликовал 11 монографий; в общей сложности насчитывается более 400 изданий его научных трудов. Из присуждённых ему званий стоит отметить академическое звание Почётного доктора (1977), присуждённое ему как Познанским, так и Стокгольмским университетами. 

## Семья
Сын Валентина Кипарского и его второй жены Дагмари (прежде Йаатинен) Пол Кипарски (род. 28 января 1941, Хельсинки) учился в Массачусетскм технологическом институте (MIT) и на данный момент является профессором в Стэнфордском университете. 